# Magnus Brunner
Magnus Brunner (Höchst, 6 maggio 1972) è un politico austriaco, commissario europeo per gli affari interni e le migrazioni nella Commissione von der Leyen II dal 2024. In precedenza è stato ministro delle finanze dell'Austria dal 6 dicembre 2021 al 1° dicembre 2024 nel Governo Nehammer. Inoltre, è membro dell'ÖVP.

## Biografia
Brunner studia giurisprudenza presso l'Università di Innsbruck, l'Università di Vienna (Dr. iur.) e il King's College di Londra (LLM).

## Carriera politica
Brunner è stato membro del Consiglio federale in rappresentanza del Partito Popolare Austriaco (ÖVP) dal 1º maggio 2009 al 6 gennaio 2020. 
Ha ricoperto la carica di Segretario di Stato (Staatssekretär) presso il Ministero per l'azione per il clima, l'ambiente, l'energia, la mobilità, l'innovazione e la tecnologia nel governo del cancelliere Sebastian Kurz.
Dopo le elezioni europee del 2024, il governo austriaco ha proposto Brunner come commissario europeo sotto la presidenza di Ursula von der Leyen, nella Commissione von der Leyen II.
Il 17 settembre 2024, Ursula von der Leyen, nell'ambito della presentazione dei portafogli e dei commissari europei, ha affidato a Brunner il ruolo di commissario europeo per gli affari interni e la migrazione.